# Marele Premiu al Aniversării de 70 de ani din 2020
Marele Premiu al Aniversării de 70 de ani din 2020 (cunoscut oficial ca Emirates Formula 1 70th Anniversary Grand Prix 2020) a fost o cursă auto de Formula 1 ce s-a desfășurat pe 9 august 2020 în Silverstone, Marea Britanie. Cursa a fost cea de-a cincea etapă a Campionatului Mondial de Formula 1 din 2020 și cea de-a doua cursă consecutivă desfășurată pe circuitul Silverstone după cea din săptămâna precedentă cunoscută ca Marele Premiu al Marii Britanii din 2020. Aceasta a avut loc ca o cursă de comemorare de 70 de ani a Campionatului Mondial de Formula 1 pe același circuit care a găzduit primul Mare Premiu în 1950.

## Raport
După cea de-a patra etapă de la Marele Premiu al Marii Britanii din 2020 campionul en titre, Lewis Hamilton cu 88 de puncte, conduce campionatul cu 30 de puncte peste coechipierul său, Valtteri Bottas, iar Max Verstappen cu încă 6 puncte în urmă. Campionul din sezonul trecut la constructori, Mercedes, cu 146 de puncte, conduce campionatul peste Red Bull, care au 78. McLaren se situează cu 27 de puncte în spatele lor. Pe locul 4 se află Ferrari cu 43 de puncte iar în spatele lor se află echipa Renault cu 32 de puncte. Williams este singura echipă fără punct marcat.
Vineri, în prima zi de antrenamente libere, comisarii FIA au penalizat echipa Racing Point cu o retragere de 15 puncte și o amendă de 400.000 EUR (360.000 lire sterline) după ce au găsit o încălcare a reglementărilor sportive în cadrul echipei.
Renault a înaintat trei proteste identice împotriva Racing Point în runde consecutive: Marele Premiu al Stiriei, Ungariei și Marii Britanii. Racing Point a obținut 34 de puncte pe parcursul acestor curse. Prin urmare, punctele echipei scad de la 42 la 27 și trece de pe locul cinci în Campionatul la Constructori pe locul șase, promovând Renault.

### Participanți
Piloții și echipele au fost la fel ca în lista de înscrieri din presezon, cu excepția lui Sergio Pérez (care a fost înlocuit de Nico Hülkenberg și în cursa trecută) care a fost depistat pozitiv cu virusul SARS-CoV-2. Robert Kubica a luat parte în prima sesiune de antrenamente libere pentru Alfa Romeo Racing, în locul lui Antonio Giovinazzi.

### Pneurile programate de Pirelli pentru cursă
Marele Premiu al Marii Britanii de la Silverstone de săptămâna trecută a fost fără evenimente în cea mai mare parte, până când o serie de pene a anvelopelor a apărut în ultimele cinci tururi ale cursei. Pentru cursa din acest weekend se vor folosi anvelope mai moi, decizie care a fost luată în speranța creării unei curse mai variate. Pirelli a anunțat modificări ale restricțiilor sale privind modul în care echipele pot folosi anvelopele în acest weekend.
| Numele compusului | Culoare | Culoare | Condițiile meteo | Aderență | Durabilitate |
| ----------------- | ------- | ------- | ---------------- | -------- | ------------ |
| Dur C2            | H       |         | Uscat            | Mică     | Mare         |
| Mediu C3          | M       |         | Uscat            | Medie    | Medie        |
| Moale C4          | S       |         | Uscat            | Mare     | Mică         |
| Intermediar       | I       |         | Ploaie ușoară    |          |              |
| Ploaie            | W       |         | Ploaie           |          |              |

#### Cele mai folosite pneuri
| Numele compusului | Culoare | Culoare | Numărul de tururi | Condițiile meteo |
| ----------------- | ------- | ------- | ----------------- | ---------------- |
| Dur C2            | H       |         | 34 (Leclerc)      | Uscat            |
| Mediu C3          | M       |         | 25 (Räikkönen)    | Uscat            |
| Moale C4          | S       |         | 8 (Hülkenberg)    | Uscat            |

## Antrenamente libere

### Clasament
În toate clasamentele sunt prezentate doar primele 5 poziții.

#### FP1
| 1      | 77 | Valtteri Bottas | Mercedes                  | 1:26,166 |         |
| 2      | 44 | Lewis Hamilton  | Mercedes                  | 1:26,304 | +0,138s |
| 3      | 33 | Max Verstappen  | Red Bull Racing-Honda     | 1:26,893 | +0,727s |
| 4      | 27 | Nico Hülkenberg | Racing Point-BWT Mercedes | 1:26,942 | +0,776s |
| 5      | 16 | Charles Leclerc | Ferrari                   | 1:27,062 | +0,896s |
| Sursa: |    |                 |                           |          |         |

#### FP2
| 1      | 44 | Lewis Hamilton   | Mercedes                  | 1:25,606 |         |
| 2      | 77 | Valtteri Bottas  | Mercedes                  | 1:25,782 | +0,176s |
| 3      | 3  | Daniel Ricciardo | Renault                   | 1:26,421 | +0,815s |
| 4      | 33 | Max Verstappen   | Red Bull Racing-Honda     | 1:26,437 | +0,831s |
| 5      | 18 | Lance Stroll     | Racing Point-BWT Mercedes | 1:26,501 | +0,895s |
| Sursa: |    |                  |                           |          |         |

#### FP3
| 1      | 44 | Lewis Hamilton  | Mercedes                  | 1:26,621 |         |
| 2      | 77 | Valtteri Bottas | Mercedes                  | 1:26,784 | +0,163s |
| 3      | 4  | Lando Norris    | McLaren-Renault           | 1:27,202 | +0,581s |
| 4      | 27 | Nico Hülkenberg | Racing Point-BWT Mercedes | 1:27,256 | +0,635s |
| 5      | 18 | Lance Stroll    | Racing Point-BWT Mercedes | 1:27,263 | +0,642s |
| Sursa: |    |                 |                           |          |         |

## Calificări

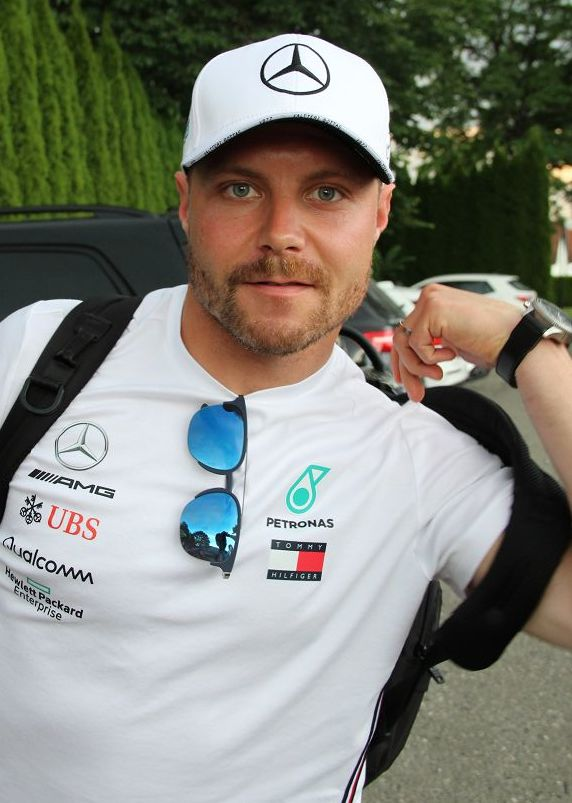
Valtteri Bottas a reușit cel de-al doilea său pole position din sezon

Valtteri Bottas a câștigat pole-ul în fața lui Lewis Hamilton cu doar 0,064 secunde în a treia parte a calificării (Q3), Nico Hülkenberg calificându-se pe locul 3 înaintea lui Max Verstappen pe locul 4 și Daniel Ricciardo pe locul 5. Atât perechea Mercedes (Hamilton și Bottas), cât și Ricciardo au făcut cel mai rapid tur în Q3 pe anvelopa medie, spre deosebire de anvelopa moale care, în teorie, ar fi trebuit să fie mai rapidă. Restul primilor 10 de pe grilă a fost Lance Stroll pe locul 6, Pierre Gasly pe locul 7, Charles Leclerc pe locul 8, Alexander Albon pe locul nouă și Lando Norris pe locul 10. Esteban Ocon s-a calificat inițial pe locul 11, dar a primit o penalizare cu trei locuri pe grilă pentru că l-a împiedicat pe George Russell în prima parte a calificărilor (Q1). Sebastian Vettel s-a luptat, nereușind să ajungă în Q3, reușind doar al 12-lea cel mai rapid tur în Ferrari-ul său, fiind neputincios să-și explice lipsa de performanță. Carlos Sainz Jr. a fost al 13-lea cel mai rapid în fața lui Romain Grosjean în Haas, în timp ce Russell a făcut o a patra apariție succesivă în Q2 în acest sezon. Daniil Kveat a fost al 16-lea și eliminat după Q1, după ce i-a fost șters cel mai bun timp pentru că a încălcat limitele pistei în acea sesiune. Au completat grila Kevin Magnussen pe locul 17, Nicholas Latifi pe locul 18, Antonio Giovinazzi pe locul 19 și Kimi Räikkönen pe locul 20 și ultimul.

### Clasament
| Poz.                  | Nr. | Pilot              | Constructor               | Timpi calificări | Timpi calificări | Timpi calificări | Grila finală |
| Poz.                  | Nr. | Pilot              | Constructor               | Q1               | Q2               | Q3               | Grila finală |
| --------------------- | --- | ------------------ | ------------------------- | ---------------- | ---------------- | ---------------- | ------------ |
| 1                     | 77  | Valtteri Bottas    | Mercedes                  | 1:26,738         | 1:25,785         | 1:25,154         | 1            |
| 2                     | 44  | Lewis Hamilton     | Mercedes                  | 1:26,818         | 1:26,266         | 1:25,217         | 2            |
| 3                     | 27  | Nico Hülkenberg    | Racing Point-BWT Mercedes | 1:27,279         | 1:26,261         | 1:26,082         | 3            |
| 4                     | 33  | Max Verstappen     | Red Bull Racing-Honda     | 1:27,154         | 1:26,779         | 1:26,176         | 4            |
| 5                     | 3   | Daniel Ricciardo   | Renault                   | 1:27,442         | 1:26,636         | 1:26,297         | 5            |
| 6                     | 18  | Lance Stroll       | Racing Point-BWT Mercedes | 1:27,187         | 1:26,674         | 1:26,428         | 6            |
| 7                     | 10  | Pierre Gasly       | AlphaTauri-Honda          | 1:27,154         | 1:26,523         | 1:26,534         | 7            |
| 8                     | 16  | Charles Leclerc    | Ferrari                   | 1:27,427         | 1:26,709         | 1:26,614         | 8            |
| 9                     | 23  | Alexander Albon    | Red Bull Racing-Honda     | 1:27,153         | 1:26,642         | 1:26,669         | 9            |
| 10                    | 4   | Lando Norris       | McLaren-Renault           | 1:27,217         | 1:26,885         | 1:26,778         | 10           |
| 11                    | 31  | Esteban Ocon       | Renault                   | 1:27,278         | 1:27,011         | N/A              | 14           |
| 12                    | 5   | Sebastian Vettel   | Ferrari                   | 1:27,612         | 1:27,078         | N/A              | 11           |
| 13                    | 55  | Carlos Sainz Jr.   | McLaren-Renault           | 1:27,450         | 1:27,083         | N/A              | 12           |
| 14                    | 8   | Romain Grosjean    | Haas-Ferrari              | 1:27,519         | 1:27,254         | N/A              | 13           |
| 15                    | 63  | George Russell     | Williams-Mercedes         | 1:27,757         | 1:27,455         | N/A              | 15           |
| 16                    | 26  | Daniil Kveat       | AlphaTauri-Honda          | 1:27,882         | N/A              | N/A              | 16           |
| 17                    | 20  | Kevin Magnussen    | Haas-Ferrari              | 1:28,236         | N/A              | N/A              | 17           |
| 18                    | 6   | Nicholas Latifi    | Williams-Mercedes         | 1:28,430         | N/A              | N/A              | 18           |
| 19                    | 99  | Antonio Giovinazzi | Alfa Romeo Racing-Ferrari | 1:28,433         | N/A              | N/A              | 19           |
| 20                    | 7   | Kimi Räikkönen     | Alfa Romeo Racing-Ferrari | 1:28,493         | N/A              | N/A              | 20           |
| Regula 107%: 1:32,809 |     |                    |                           |                  |                  |                  |              |
| Sursa:                |     |                    |                           |                  |                  |                  |              |

Note

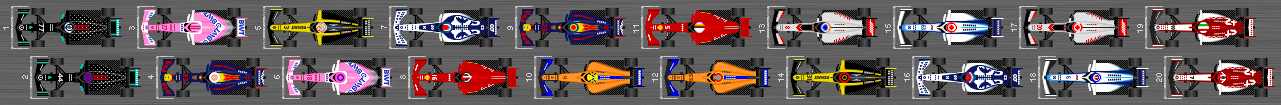
Grila de start.

- ^1 – Ocon a fost penalizat trei locuri pe grila de start pentru că l-a împiedicat pe Russell în timpul calificărilor.

## Cursa

### Raportul cursei
La startul cursei, Valtteri Bottas și Lewis Hamilton au obținut un start curat, Max Verstappen aproape imediat trecând de Nico Hülkenberg pe locul 3. La virajul 1, Sebastian Vettel s-a învârtit, lăsându-l pe ultimul loc. Hamilton a încercat să se apropie și să-l depășească pe Bottas la virajul Copse fără succes. Pierre Gasly, care folosea anvelopele moi compuse, a oprit la boxe în turul 7. În următoarele câteva tururi, piloții care au folosit anvelopele moi s-au oprit pentru anvelopele dur sau mediu. Câteva tururi mai târziu, Mercedes a început să se lupte cu anvelopele lor, căldura accelerând uzura anvelopelor și provocând blistering. În turul 13, liderul cursei Bottas a intrat la boxe, iar Hamilton a intrat ulterior în turul următor, permițându-i lui Verstappen să preia conducerea și cursa în aer curat. În ciuda faptului că Mercedes are acum anvelope mai noi, ei au continuat să piardă timp în fața lui Verstappen. În turul 26, Verstappen s-a oprit pentru anvelopele compuse medii.
În turul 31, Daniel Ricciardo s-a învârtit în timp ce încerca să se lupte cu Carlos Sainz Jr. pentru locul 12. Atât Verstappen cât și Bottas au făcut a doua oprire pentru anvelopele dure. Charles Leclerc a preluat locul al patrulea după ce Hülkenberg s-a oprit, menținând același ritm cu liderii. Hamilton s-a oprit în turul 42 pentru a evita riscul unei pene (care s-a întâmplat în cursa anterioară), ajungând în spatele lui Leclerc. Kevin Magnussen a fost nevoit să se retragă din cauza lipsei de anvelope. Hamilton s-a străduit să treacă de Leclerc pentru a ocupa locul al treilea. Hülkenberg a fost forțat să se oprească din nou din cauza vibrațiilor din mașină, lăsându-l pe locul șapte. Între timp, Bottas s-a luptat cu ritmul, rămânând în spatele lui Verstappen, cu Hamilton urmărindu-l. Hamilton a trecut de Bottas cu ajutorul DRS-ului înainte de Brooklands. În turul 51, Alexander Albon a trecut de Lance Stroll pentru a ocupa locul cinci. Verstappen a câștigat cursa, cu aproximativ 11 secunde în fața lui Hamilton.

### Clasament
| Poz.                                                               | Nr. | Pilot              | Constructor               | Tururi | Timp/Retras | Puncte |
| ------------------------------------------------------------------ | --- | ------------------ | ------------------------- | ------ | ----------- | ------ |
| 1                                                                  | 33  | Max Verstappen     | Red Bull Racing-Honda     | 52     | 1:19:41,993 | 25     |
| 2                                                                  | 44  | Lewis Hamilton     | Mercedes                  | 52     | +11,326s    | 19     |
| 3                                                                  | 77  | Valtteri Bottas    | Mercedes                  | 52     | +19,231s    | 15     |
| 4                                                                  | 16  | Charles Leclerc    | Ferrari                   | 52     | +29,289s    | 12     |
| 5                                                                  | 23  | Alexander Albon    | Red Bull Racing-Honda     | 52     | +39,146s    | 10     |
| 6                                                                  | 18  | Lance Stroll       | Racing Point-BWT Mercedes | 52     | +42,538s    | 8      |
| 7                                                                  | 27  | Nico Hülkenberg    | Racing Point-BWT Mercedes | 52     | +55,951s    | 6      |
| 8                                                                  | 31  | Esteban Ocon       | Renault                   | 52     | +64,773s    | 4      |
| 9                                                                  | 4   | Lando Norris       | McLaren-Renault           | 52     | +65,544s    | 2      |
| 10                                                                 | 26  | Daniil Kveat       | AlphaTauri-Honda          | 52     | +69,669s    | 1      |
| 11                                                                 | 10  | Pierre Gasly       | AlphaTauri-Honda          | 52     | +70,642s    |        |
| 12                                                                 | 5   | Sebastian Vettel   | Ferrari                   | 52     | +73,370s    |        |
| 13                                                                 | 55  | Carlos Sainz Jr.   | McLaren-Renault           | 52     | +74,070s    |        |
| 14                                                                 | 3   | Daniel Ricciardo   | Renault                   | 51     | +1 tur      |        |
| 15                                                                 | 7   | Kimi Räikkönen     | Alfa Romeo Racing-Ferrari | 51     | +1 tur      |        |
| 16                                                                 | 8   | Romain Grosjean    | Haas-Ferrari              | 51     | +1 tur      |        |
| 17                                                                 | 99  | Antonio Giovinazzi | Alfa Romeo Racing-Ferrari | 51     | +1 tur      |        |
| 18                                                                 | 63  | George Russell     | Williams-Mercedes         | 51     | +1 tur      |        |
| 19                                                                 | 6   | Nicholas Latifi    | Williams-Mercedes         | 51     | +1 tur      |        |
| Ab                                                                 | 20  | Kevin Magnussen    | Haas-Ferrari              | 43     | Abandon     |        |
| Cel mai rapid tur: Lewis Hamilton (Mercedes) – 1:28,451 (turul 43) |     |                    |                           |        |             |        |
| Sursa:                                                             |     |                    |                           |        |             |        |

| Loc    | 1  | 2  | 3  | 4  | 5  | 6 | 7 | 8 | 9 | 10 | CMRT |
| Puncte | 25 | 18 | 15 | 12 | 10 | 8 | 6 | 4 | 2 | 1  | 1    |

Note

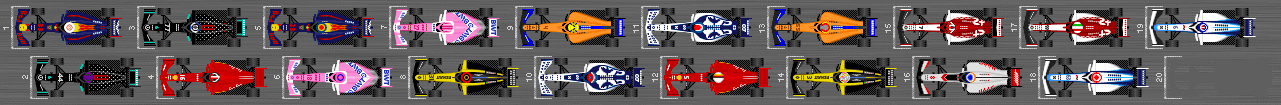
Clasamentul final.

- ^1 – Include un punct pentru cel mai rapid tur.
- ^2 – Kevin Magnussen a primit o penalizare de cinci secunde pentru că a părăsit pista și revenit înapoi într-un mod nesigur, dar aceasta nu a fost aplicată deoarece el s-a retras din cursă.[10]

## Clasamentele campionatelor după cursă
|        | Poz. | Pilot           | Puncte |
| ------ | ---- | --------------- | ------ |
|        | 1    | Lewis Hamilton  | 107    |
| 1      | 2    | Max Verstappen  | 77     |
| 1      | 3    | Valtteri Bottas | 73     |
| 1      | 4    | Charles Leclerc | 45     |
| 1      | 5    | Lando Norris    | 38     |
| Sursa: |      |                 |        |

|        | Poz. | Constructor               | Puncte |
| ------ | ---- | ------------------------- | ------ |
|        | 1    | Mercedes                  | 180    |
|        | 2    | Red Bull Racing-Honda     | 113    |
| 1      | 3    | Ferrari                   | 51     |
| 1      | 4    | McLaren-Renault           | 43     |
|        | 5    | Racing Point-BWT Mercedes | 41     |
| Sursa: |      |                           |        |

- Notă: Doar primele cinci locuri sunt prezentate în ambele clasamente.